# Mark Canterbury
Mark Canterbury (West Virginia, 16 maart 1964) is een Amerikaans professioneel worstelaar die werkzaam was bij World Wrestling Federation (WWF) als Henry O. Godwinn.

## In worstelen
- Finishers
  - Pumphandle slam
  - Slop Drop / Problem Solver (Reverse DDT)

- Signature moves
  - Big boot
  - Diving knee drop
  - Gutwrench powerbomb
  - Standing wheelbarrow facebuster

- Managers
  - Uncle Cletus
  - Hillbilly Jim
  - Sunny

- Bijnamen
  - "Hank"
  - "H.O.G."
  - "Mean Mark"

## Prestaties
- World Wrestling Federation
  - WWF Tag Team Championship (2 keer met Phineas I. Godwinn)